# Давыдов, Юрий Михайлович
Юрий Михайлович Давыдов (8 февраля 1947 года, Москва) — советский и российский физик, заслуженный деятель науки и техники Российской Федерации (1993), лауреат премии имени А. Н. Крылова (2013).

## Биография
Родился 8 февраля 1947 года в Москве.
В 1969 году окончил МФТИ, специальность: «Динамика полёта и управление».
В 1970 году защитил кандидатскую диссертацию, тема: «Метод крупных частиц для задач газовой динамики». В 1981 году была защищена докторская диссертация, тема: «Численный эксперимент в газогидродинамике».
Старший научный сотрудник ВЦ АН СССР, заведующий лабораторией Института проблем кибернетики АН СССР, заведующий кафедрой института повышения квалификации руководящих работников и специалистов, заведующий лабораторией сектора механики неоднородных сред АН СССР (1971—1988); начальник научно-исследовательского сектора НИИ парашютостроения (с 1988); директор Института механики и экологии (с 1993).
Работает в РГУ нефти и газа имени И. М. Губкина — профессор кафедры нефтегазовой и подземной гидромеханики с 1993 года, читает лекции по дисциплине "Вычислительная гидромеханика".
Под его руководством защищено 50 кандидатских и 15 докторских диссертаций.
Автор 350 научных работ, в том числе 30 монографий и учебных пособий.

### Монографии
1. Белоцерковский О. М., Головачёв Ю. П., Грудницкий В. Г., Давыдов Ю. М., Душин В. К., Лунькин Ю. П., Магомедов К. М., Молодцов В. К., Толстых А. И., Фомин В. Н., Холодов А. С. Численное исследование современных задач газовой динамики. М.: Наука, 1974. 397 с.

### Общественная деятельность
- Президент Национальной академии прикладных наук России (1985, с 1997)
- Президент Российской академии метода крупных частиц (1985)
- Председатель учёного совета Института механики и экологии (1993)
- Президент Международной ассоциации разработчиков и пользователей метода крупных частиц (1985)
- Член Национального комитета России по теоретической и прикладной механике (1987)
- Член президиума Федерации космонавтики СССР и России (1987)
- Председатель редколлегии журнала «Доклады Национальной академии прикладных наук России»
- Член редколлегии журнала «Новые информационные технологии» (1991)
- Член редколлегии журнала «Математическое моделирование систем и процессов» (1994)
- Член ряда проблемных научных советов РАН

## Награды
- Премия имени А. Н. Крылова (2013) — за серию работ по использованию вычислительной техники в решении актуальных нелинейных задач математической физики в области аэрогидромеханики и устойчивости движения в сфере обороны и безопасности.
- Заслуженный деятель науки Российской Федерации
- Премия Ленинского комсомола
- Юбилейная медаль «300 лет Российскому флоту»
- Медаль «В память 850-летия Москвы»
- Орден «Манас» I степени (Кыргызстан)
- более чем 70 ведомственных наград (ордена «Звезда науки», «За заслуги в науке» III степеней, «Звезда прогресса», медалями «За научные заслуги» I и II степеней, Золотой Звездой Мадридского университета; серебряной медалью Варшавского военного технического университета, медали Пекинского, Тьяньцзиньского и Нанькайского университетов, Ассоциации астронавтики и аэронавтики Италии, медалями имени выдающихся отечественных учёных, медалью АН КиргССР)
- Почётный доктор Мадридского университета, почётный профессор Тьяньцзиньского университета (Китай), почётный академик АН Туркменистана, Киргизской АН, академик Королевской академии наук Испании (1996)[1]; Национальной академии прикладных наук России, академик Международной академии астронавтики (Франция).